# Wilhelm Bromen
Wilhelm Bromen (26 de agosto de 1915 — 1 de outubro de 1990) foi um oficial alemão que serviu na Luftwaffe durante a Segunda Guerra Mundial. Foi condecorado com a Cruz de Cavaleiro da Cruz de Ferro.

## Condecorações
- Distintivo de Voo do Fronte da Luftwaffe em Ouro com Flâmula "900"
- Troféu de Honra da Luftwaffe (13 de setembro de 1942)
- Cruz de Ferro (1939)
  - 2ª classe
  - 1ª classe
- Cruz Germânica em Ouro (17 de novembro de 1942) como Oberfeldwebel no 6./StG 2[2]
- Cruz de Cavaleiro da Cruz de Ferro (16 de abril de 1943) como Leutnant da reserva e piloto no 4./StG 2[3]